# José Luis Capón
José Luis Capón González (kurz: Capón, * 6. Februar 1948 in Madrid; † 29. März 2020 ebenda) war ein spanischer Fußballspieler.

## Karriere

### Vereine
Nach den Jugendmannschaften von Real Madrid (Plus Ultra) und Atlético Madrid B (Reyfra) kam Capón 1970 zur Profimannschaft von Atlético Madrid. Der Abwehrspieler wurde nach einer Saison für eine Spielzeit (1971/72) an Burgos CF ausgeliehen und kehrte danach zurück. Er stand mit den Rot-Weißen im Endspiel des Europapokals der Landesmeister 1973/74 gegen den FC Bayern München. Atlético führte nach einem Treffer in der 114. Minute in der Verlängerung und stand kurz vor dem Sieg, bevor in der 120. Minute der Ausgleich durch Georg Schwarzenbeck fiel. Das Wiederholungsspiel verloren sie mit 0:4. Da der FC Bayern auf den Weltpokal 1974 verzichtete, trat Atlético Madrid als Endspielteilnehmer gegen den CA Independiente aus Argentinien an. Nach dem knapp verpassten Europapokal feierte Capón mit seiner Mannschaft nach Hin- und Rückspiel den Gewinn des interkontinentalen Pokals. Zweimal wurde Capón mit Atlético spanischer Fußballmeister (1972/73 und 1976/77). Hinzu kam der Sieg in der Copa del Rey 1975/76. 1980 verließ er Madrid und wurde mit einem Abschiedsspiel verabschiedet. Er ließ seine Karriere beim FC Elche in der Saison 1980/81 ausklingen.

### Nationalmannschaft
Capón bestritt von 1969 bis 1972 sechs Partien für die spanische Fußballnationalmannschaft der Amateure. 1971 wurde er für ein Spiel in die spanische U23-Fußballnationalmannschaft berufen. Für die spanische Fußballnationalmannschaft machte er 13 Spiele und erzielte dabei am 12. Oktober 1975 gegen Dänemark ein Tor in der Qualifikation zur Fußball-Europameisterschaft 1976.

## Tod
José Luis Capón starb am 29. März 2020 im Alter von 72 Jahren in seiner Heimatstadt. Dies gab Atlético Madrid in sozialen Medien bekannt. Er starb während der COVID-19-Pandemie an den Folgen einer SARS-CoV-2-Infektion. In Erinnerung an ihn wurden die Flaggen am Estadio Metropolitano für 24 Stunden auf halbmast gesetzt.

## Erfolge
- Weltpokalsieger: 1974
- Spanischer Fußballmeister 1972/73 und 1976/77
- Copa del Rey: 1975/76